# یواس‌اس هاگارد (دی‌دی-۵۵۵)
یواس‌اس هاگارد (دی‌دی-۵۵۵) (به انگلیسی: USS Haggard (DD-555)) یک کشتی بود که طول آن ۱۱۴٫۷ متر (۳۷۶ فوت) بود. این کشتی در سال ۱۹۴۳ ساخته شد.